# Ksar Akil
Ksar Akil (Arabisch: قصر عقيل, Ksâr ’Akil) is een archeologische vindplaats in Libanon, 10 km ten noordoosten van Beiroet. Ze ligt ongeveer 800 m ten westen van de bron van Antelias op de noordoever van de noordelijke zijrivier van de Wadi Antelias. Het is een grote rotsschuilplaats onder een steile kalksteenklif.
De site werd voor het eerst opgemerkt door Godefroy Zumoffen in 1900 en onderzocht door A.E. Day in 1926. De eerste systematische opgravingen werden verricht door de jezuïeten J.G. Doherty en J.F. Ewing in 1937-1938 en opnieuw in 1947-1948. Jacques Tixier werkte er in 1969-1975, tot het onderzoek werd onderbroken door de Libanese Burgeroorlog.
Opgravingen toonden bewoningslagen tot een diepte van 23,6 m, met een van de langste ooit in Zuidwest-Azië gevonden oopvolgingen van paleolithische industrieën. De onderste laag van 8 m bevatte Laat-Levallois-Moustérien-vondsten met lange en driehoekige lithische afslagen. Het niveau hierboven vertoonde industrieën van alle zes stadia van het laatpaleolithicum. Een Emireh-punt werd gevonden in de eerste fase van dit niveau (XXIV), op ongeveer 15,2 m diepte, in associatie met het menselijke fossiel Ksar Akil 2. Studies van Hooijer toonden dat geiten en damherten domineerden in de fauna, met Stephanorhinus in de laat-Levalloiso-Moustérien-niveaus.
De site wordt verondersteld een van de vroegste bekende vindplaatsen te zijn die laatpaleolithische werktuigen bevatten, waaronder Ahmarian-artefacten. Onder de artefacten bevinden zich Ksar Akil-afslagen, het belangrijkste type gereedschap dat op de site werd gevonden, samen met doorboorde schelpen met bewerkte randen die suggereren dat deze als hangers of kralen werden gebruikt. Dit geeft aan dat de bewoners behoorden tot de eerste mensen in West-Eurazië die persoonlijke ornamenten gebruikten. Resultaten van C14-datering tonen dat vroege mensen ongeveer 45.000 jaar geleden of eerder op de site hebben geleefd. De aanwezigheid van persoonlijke ornamenten bij Ksar Akil isugereert modern menselijk gedrag. De vondsten op de site zijn gelijktijdig met ornamenten gevonden op Late Stone Age-sites zoals Enkapune Ya Muto.
Hoewel het Libanese Departement van Oudheden in 1964 voorkwam dat de site onder het slib van grindmachines verdween, hebben lokale steengoeven de site grotendeels onherkenbaar gemaakt doordat de puinwaaier onder tonnen afvalgrond bedolven werd.
Afgezien van 10 tanden gevonden in de Üçağızlı-grot in het zuiden van Turkije, is Ksar Akil de tot nu toe enige site met menselijke overblijfselen uit het begin van het laatpaleolithicum in de Levant.

## Menselijke resten

### Ksar Akil 1: "Egbert"

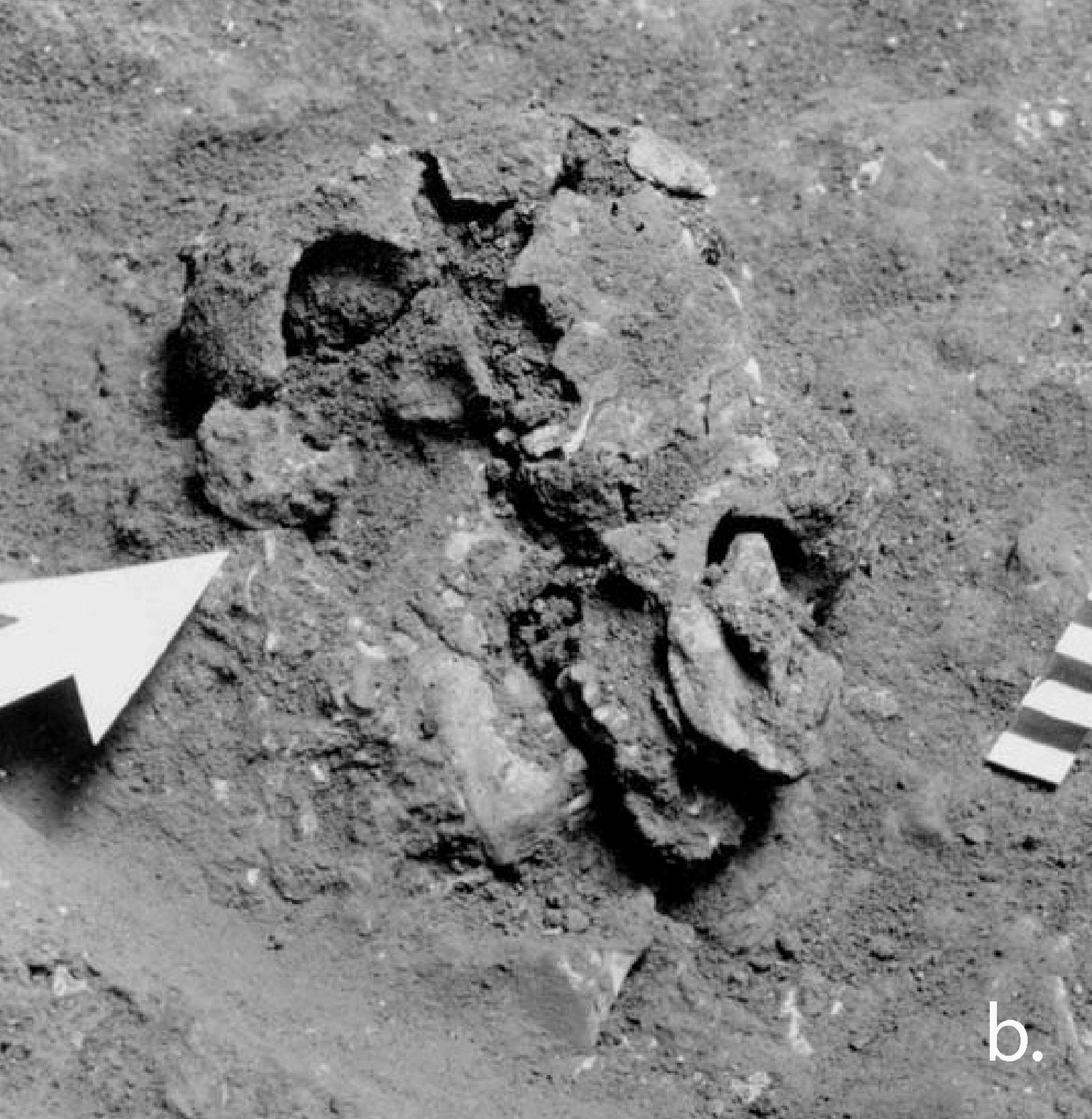
Egbert

Een compleet skelet van een juveniele Homo sapiens, aangeduid als Ksar Akil 1, bijgenaamd "Egbert", werd ontdekt in niveau XVII op 11,6 m diepte. Het skelet zat vast in een laag breccie, en alleen de schedel werd geborgen. De leeftijd op het moment van de dood werd geschat op 7 tot 9 jaar, en vanwege het kleine formaat was het misschien een meisje. Egbert was bedekt met een stapel keien, wat op een opzettelijke begrafenis kan duiden. Een tweede bovenkaakbeen en een aantal ribfragmenten werden in de buurt van de begrafenis gevonden, wat aangeeft dat een tweede persoon mogelijk ook op dezelfde plaats werd begraven.
Na te zijn bestudeerd in Amerika, gaf Ewing de schedel aan het Nationaal Museum van Beiroet, waar het verloren raakte. Egbert is alleen bekend van beschrijvingen, foto's en gereconstrueerde afgietsels van de schedel, nu in het Nationaal Museum van Beiroet. 
C14-datering van de omgevende sedimenten en bayesiaanse statistiek ondersteunen een leeftijd van 40.800 tot 39.200 jaar BP voor Egbert. 

### Ksar Akil 2: "Ethelruda"

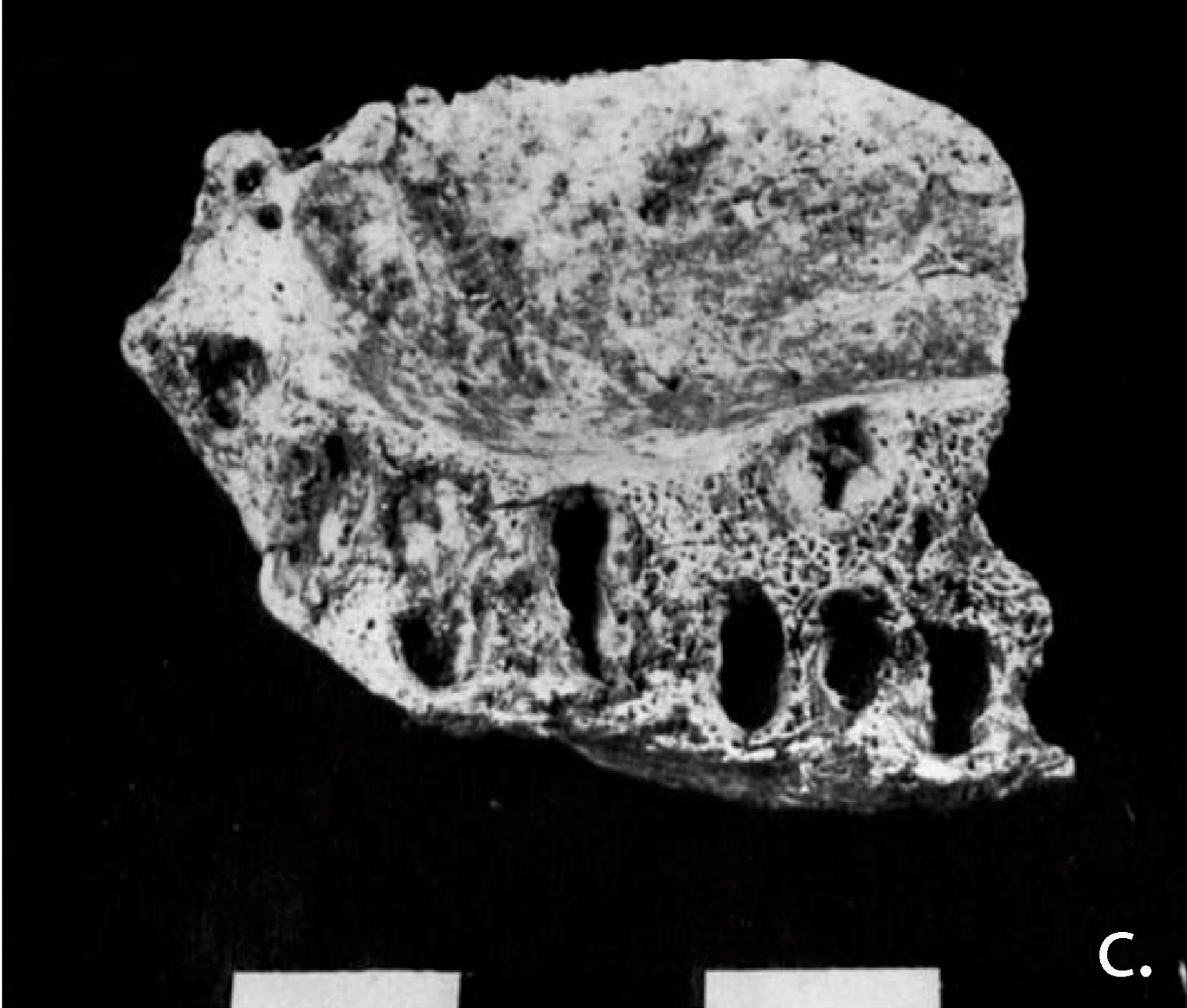
Ethelruda

In 1947 werd een fragment van een bovenkaakbeen, aangeduid als Ksar Akil 2, bijgenaamd Ethelruda, ontdekt in materiaal van niveau XXVI of XXV, op ongeveer 15 m diepte, stratigrafisch dieper dan Egbert. De laag waarin Ksar Akil 2 werd gevonden bevond zich aan het begin van het initiële laatpaleolithicum van de Levant. Er werd ook een Emireh-punt gevonden op dit niveau.
Ethelruda was vele jaren als verloren beschouwd, maar werd teruggevonden in een opslag van het Nationaal Museum van Beiroet.
Het bovenkaakbeen werd oorspronkelijk beschreven als van een "neanderthaloïde" volwassen vrouw, op basis van de gelijkenis met fossielen van Tabun I, Skhul IV en V, Gibraltar 1 en La Chapelle-Aux-Saints 1. Deze overeenkomsten zijn echter sindsdien in twijfel getrokken. Vanwege haar kleine formaat en de tandkassen is Ksar Akil 2 beschreven als vergelijkbaar met het bovenkaakbeen Skhul V. Dit werd oorspronkelijk als neanderthaler beschouwd, maar wordt nu gezien als een vroege Homo sapiens. Aan de andere kant is de neusbodem neergedrukt en het exemplaar mist een fossa canina, beide neanderthaler-kenmerken. De originele illustraties van de vondst zijn ontoereikend gebleken om  met zekerheid te bewijzen of Ethelruda Homo sapiens, neanderthaler of hybride was.
C14-datering van de omgevende sedimenten en bayesiaanse statistiek ondersteunen voor Ethelruda een leeftijd van 42.400 - 41.700  jaar BP.